# Pastorinhas do deserto
"Pastorinhas do deserto" é uma canção de Natal tradicional portuguesa originária da região do Ribatejo.

## História

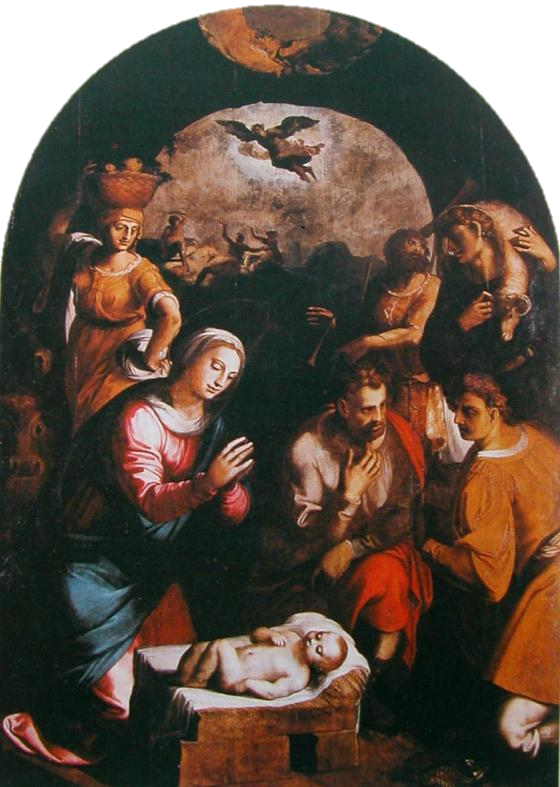
António Campelo: Adoração dos Pastores (c. 1590), Museu Municipal Carlos Reis em Torres Novas, Ribatejo.

"Pastorinhas do deserto" foi coligida na província do Ribatejo pelo folclorista português Pedro Fernandes Tomás no ano de 1897. Contudo, essa recolha só foi publicada pela primeira vez em 1913 quando este mesmo autor lança o seu livro chamado Velhas Canções e Romances Populares Portugueses. Nesta coleção, onde aparece com o nome "Canto dos Pastores", o autor refere que se cantaria pelo Natal nas terras ribatejanas. Fernandes Tomás analisa-a, de forma bastante breve, desta forma:
«Deve ser apontado pelo seu carácter raro e pela alteração de escala mi bemol em lugar de mi natural».
O compositor português Fernando Lopes-Graça, partindo da publicação das Velhas Canções, trabalhou numa harmonização para a melodia, que incluiu como primeiro andamento da sua Primeira Cantata do Natal, terminada em 1950.
As pastoras em questão, que fazem parte do episódio bíblico da anunciação aos pastores, celebram e interrogam o anjo sobre os detalhes do nascimento de Jesus, de uma forma que não deixa de lembrar a cantiga quinhentista de Gil Vicente no Auto Pastoril Português, "Quem é a desposada?". Analisando o poema do ponto de vista formal, são claras as semelhanças com certas formas eruditas, principalmente uma, desenvolvida em Espanha entre o final do século XVI e o princípio do século XVII mas também cultivado, ainda que adaptado, em Portugal chamada em castelhano Ovillejo [es]. Isto, porque combina perguntas heptassilábicas com respostas trissilábicas de pé quebrado, numa relação de consonância (vide esquema à esquerda). Contudo, não pode ser classificado como tal porque não termina com uma redondilha em que se repitam os termos usados nos "pés quebrados".

## Letra

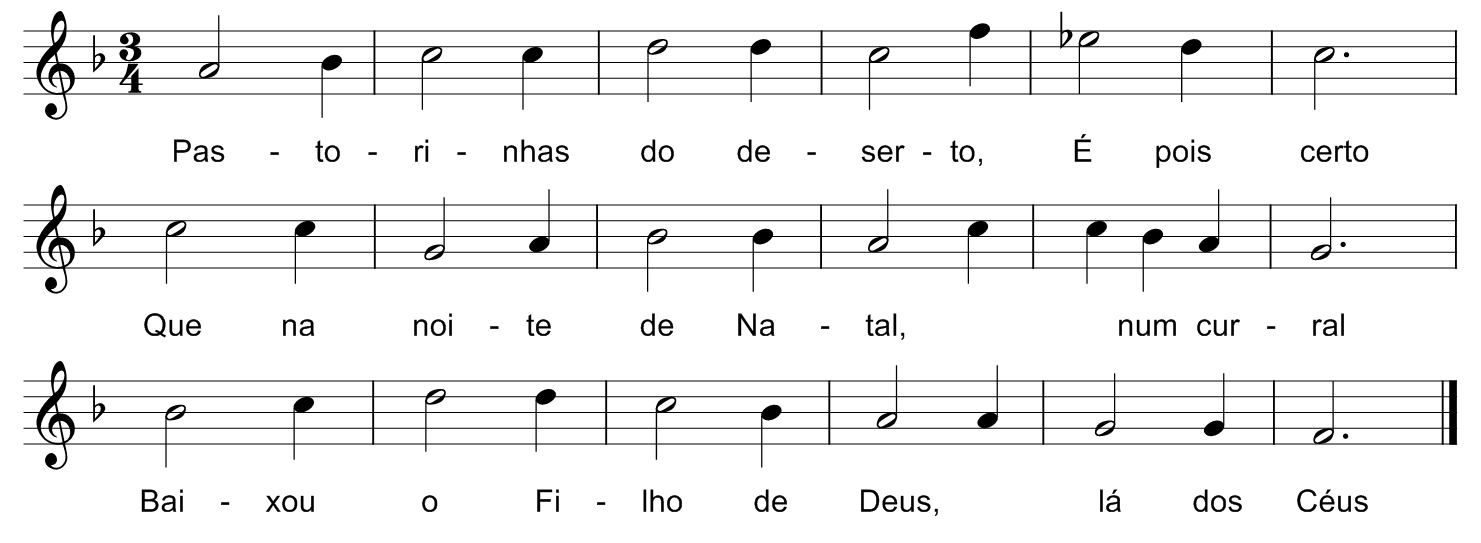
Partitura tal como surge nas Velhas Canções e Romances Populares Portugueses (1913).

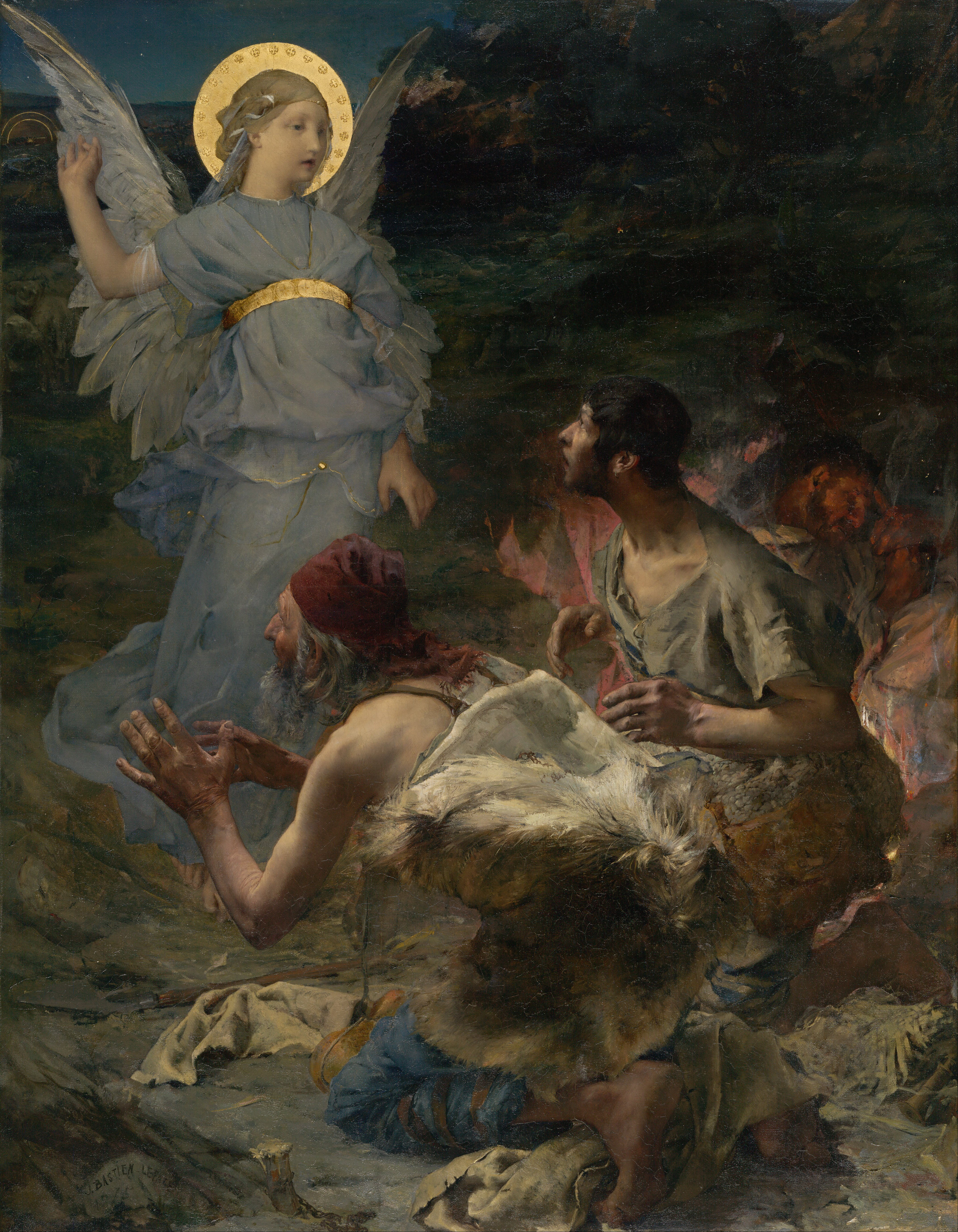
Jules Bastien-Lepage: Anunciação aos pastores (1875). O tema desta cantiga é o diálogo entre o anjo e os pastores.

O tema do texto da canção é a anunciação aos pastores, um evento narrado na bíblia, no qual um anjo dá a notícia do nascimento de Jesus a um grupo de pastores que guardavam os seus rebanhos em vigília noturna.

Pastorinhas do deserto

É pois certo

Que na noite de Natal

Num curral

Baixou o Filho de Deus

Lá dos Céus!

Quem nos deu tanta alegria?

— Foi Maria!

E quem nos deu tanta luz?

— Foi Jesus!

Onde nasceu tanto bem?

— Em Belém!

Quem de mãe tem primazia

— É Maria!

Quem 'stá em palhas de feno?

— É o pequeno!

Quem do pequeno pai é?

— É José!

Quem à graça nos conduz?

— É Jesus!

Quem fez a Terra e os Céus?

— Foi só Deus!

Cantemos os seus louvores

Ó pastores!

## Discografia
- 1956 — Cantos Tradicionais Portugueses da Natividade. Coro de Câmara da Academia de Amadores de Música. Radertz. Faixa 1.
- 1978 — Primeira Cantata do Natal. Grupo de Música Vocal Contemporânea. A Voz do Dono / Valentim de Carvalho. Faixa 1.
- 1990 — Canções Tradicionais de Natal. Coro Audite Nova de Lisboa. Polygram. Faixa 11: "Pastorinhos do deserto (Minho)".
- 1994 — Lopes Graça. Grupo de Música Vocal Contemporânea. EMI / Valentim de Carvalho. Faixa 1.
- 2000 — 1ª Cantata do Natal Sobre Cantos Tradicionais Portugueses de Natividade. Coral Públia Hortênsia. Edição de autor. Faixa 1.
- 2012 — Fernando Lopes-Graça  - Obra Coral a capella - Volume II. Lisboa Cantat. Numérica. Faixa 4.
- 2013 — Fernando Lopes-Graça  - Primeira Cantata de Natal. Coro da Academia de Música de Viana do Castelo. Numérica. Faixa 1.[2]
- 2017 — Primeira Cantata de Natal: Fernando Lopes-Graça. Coral de Letras da Universidade do Porto. Tradisom. Faixa 1.